# الأحلام في بيت الساحرة
«الأحلام في البيت الساحرة» (بالإنجليزية: The Dreams in the Witch House)‏ هي قصة قصيرة بقلم هوارد فيليبس لافكرافت، وهي جزء من عالم قصص الرعب كثولو ميثوس. كتبها في يناير/فبراير 1932، نشرت لأول مرة في عدد يوليو 1933 من مجلة حكايات غريبة.